# Charlie Inzon
Charlie Malapitan Inzon OMI (ur. 24 listopada 1965 w Putiao) – filipiński duchowny katolicki,  wikariusz apostolski Jolo od 2020.

## Życiorys

### Prezbiterat
Święcenia kapłańskie otrzymał 24 kwietnia 1993 w zgromadzeniu oblatów Maryi Niepokalanej. Przez wiele lat pracował przy Notre Dame College w Jolo. Był też m.in. przełożonym uniwersytetu w Cotabato oraz prowincjałem.

### Episkopat
4 kwietnia 2020 papież Franciszek mianował go wikariuszem apostolskim Jolo. Sakry udzielił mu 21 maja 2020 metropolita Cotabato - arcybiskup Angelito Lampon.